# 尼卡西奧區
尼卡西奧區（西班牙語：Distrito de Nicasio），是秘魯的一個區，位於該國東南部普諾大區的蘭帕省。

## 民族
區內主要居民是具有克丘亞人血統的原住民後代。克丘亞語是多數人口（76.44%）的母語。23.07%的居民開始以西班牙語溝通。